# Szászrégen

Márton Áron szobra

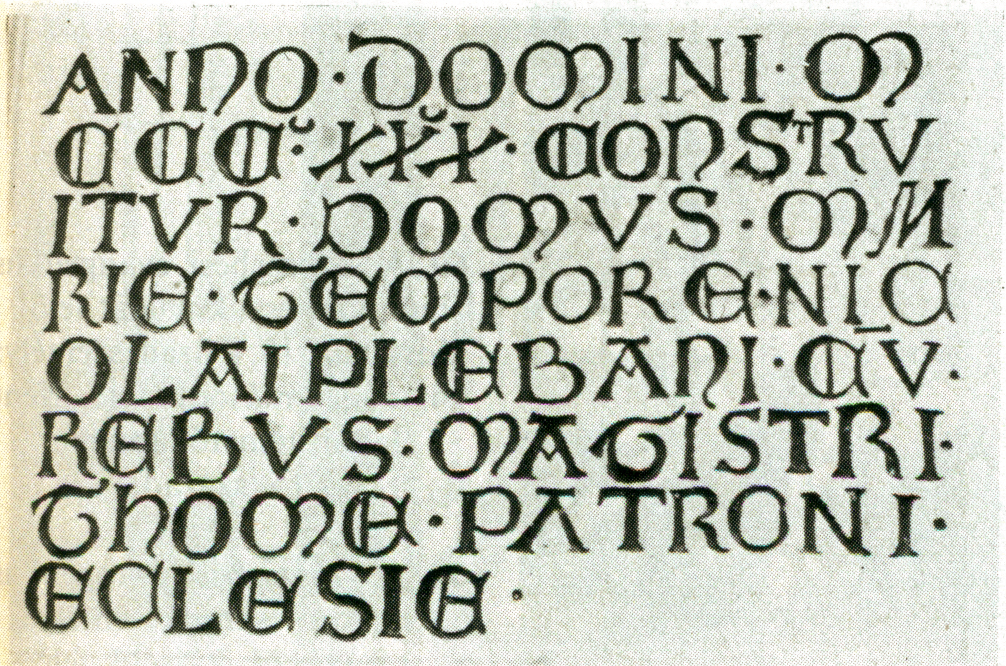
[Losonci Bánffy] Tamás mester, kegyúr építési felirata a szászrégeni evangélikus templom szentélyében: Anno domini MCCCXXX

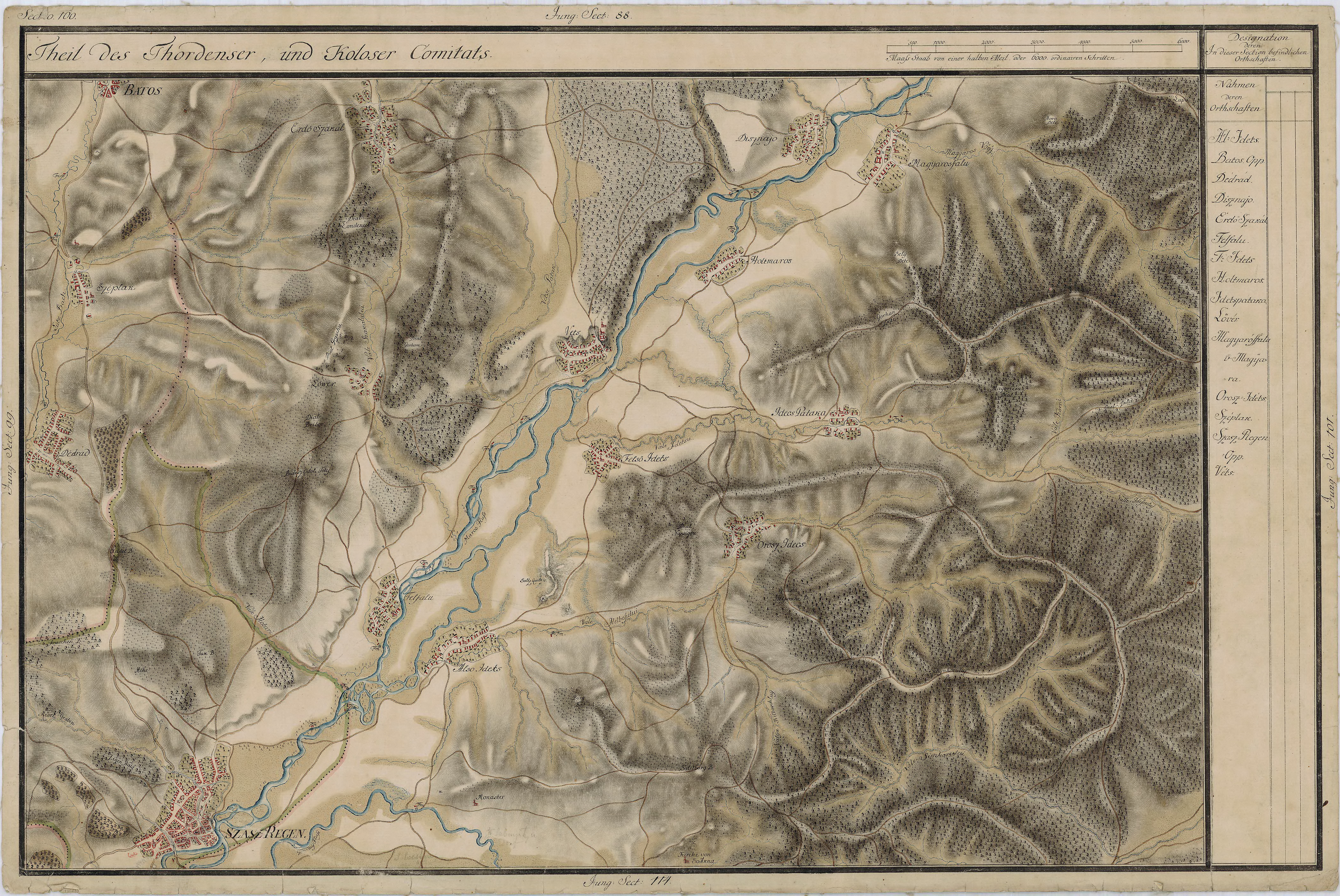
Szászrégen környéke 1769–1773 között

Szászrégen (románul Reghin, korábban Reghinul Săsesc, németül Sächsisch-Regen, vagy Rennmarkt, szászul Sächsisch-Reen) város Romániában Maros megyében.

## Fekvése
Marosvásárhelytől 32 km-re észak-északkeletre a Maros két partján a Maros és a Görgény összefolyásánál fekszik. A város az 1926-ban egyesített Magyar- és Szászrégenből, valamint az 1956-ban hozzácsatolt Abafájából és Radnótfájából tevődik össze.

## Földrajzi adatok, közlekedés
A Maros folyó átlaghozama Szászrégenben 28–37 m³/s, mélysége 1–3 m között váltakozik.
Szászrégenen áthalad a 15-ös országút (Marosvásárhely–Szászrégen–Maroshévíz), a 16-os országút (Szászrégen–Kolozsvár), a 16A országút (Szászrégen–Beszterce), valamint Görgényszentimre, Laposnya, Görgénysóakna, Alsóidecs, Dedrád, Bátos felé vezető megyei utak.
A vasúti közlekedés a Székelykocsárd–Déda vonalon valósul meg.

## Nevének eredete
Neve a német Ragino személynévből ered.

## Története
1228-ban II. András király egyik alapítólevelében, Regun néven említik először, habár a város stratégiai fekvése, és védelmi rendszerei azt valószínűsítik, hogy sokkal régebben, I. László idejében alapították. A város már a 13. század második felében a Tomaj és Kacsik családok központja, és a Magyar Korona által nekik adományozott földekre kezdődik meg a Tomaj nemzetségbeli Dénes által a szász kézművesek betelepítése. A 13. század második felében már uradalmi központ, 1330-tól esperesség székhelye. A 14. században felépül gótikus evangélikus temploma, mely a legnagyobb templom a környéken. A 15. század elején mezővárosi státust kapott. 1427-től vásártartási joga van, évente négy országos vásárral. 1564-ben a császáriak, 1603-ban Basta hadai, 1661-ben a török-tatár seregek pusztították. Magyarrégenben létesült 1725-ben a legrégebbi magyar református iskola.
Itt választották erdélyi fejedelemmé 1661. január 1-jén Kemény Jánost. 1848. november 2-án a helyi székelyek és szászok közt kitört harcokban a város a lángok martaléka lett. A város a 20. században egykori szász jellegét teljesen elvesztette, a kivándorolt szászok helyére románok telepedtek.
1910-ben 7310 lakosából 2994 német, 2947 magyar és 1311 román volt.
A trianoni békeszerződésig Maros-Torda vármegyéhez tartozott.
1992-ben 24 601 román, 12 471 magyar, 1790 cigány, 346 szász lakosa volt.
1994-ben municípiummá nyilvánították.
2002-ben 36 126 lakosából 24 051 román, 10 546 magyar, 1305 cigány, 192 szász lakosa volt.
2011-ben 33 281 lakosából 21 337 román, 8552 magyar, 1320 cigány, 129 szász, 50 egyéb anyanyelvű. 1893 fő nem nyilatkozott hovatartozásáról.

## Látnivalók
- Evangélikus temploma 1330-ban épült Mária tiszteletére. 1708-ban és 1848-ban tűzvész pusztította, melyek után átdolgozva építették újjá.
- A magyarrégeni református templom a 13. században épült, 1910-ben teljesen átépítették.
- A szászrégeni római katolikus templomot 1781-ben szentelték fel, a református templom pedig 1890-ben épült.
- A magyarrégeni görögkatolikus templom 1744-ben épült, ma ortodox templom.
- A szászrégeni görögkatolikus templom 1811 és 1813 között épült, ma ortodox templom
- Az 1990-es években ortodox székesegyház épült a városban.
- Híres állattani szertára és néprajzi múzeuma van.

## Képgaléria
- Képgaléria Szászrégenről a www.erdely-szep.hu honlapon

## Híres emberek
- Itt született 1822-ben Josef Haltrich szász történész;
- Itt született 1828-ban Kós Ferenc író;
- Itt született 1849-ben Harrach József zeneesztéta, a budapesti Zeneakadémia tanára;
- Itt született 1877-ben Bochkor Mihály egyházjogász, jogtörténész, a nagyváradi, a pozsonyi és a kolozsvári egyetemeken egyetemi tanár;
- Itt született 1903-ban Rudolf Wagner-Régeny zeneszerző;
- Itt született 1907-ben Georg Maurer író;
- Itt született 1910-ben Perényi László színművész (Predics László néven);
- Itt született 1922-ben Kohl István ornitológus;
- Itt született 1923-ban Márk Gergely világhírű rózsanemesítő;
- Itt született 1925-ben Jutta Pallos-Schönauer festő;
- Itt született 1942-ben Hencz József zeneszerző, karmester, zenekritikus;
- Itt született 1951-ben Sárosi Csaba grafikus;
- Itt született 1952-ben Szedlacsek István vegyészmérnök, kémiai szakíró;
- Itt született 1975-ben Tamási Zsolt történész, történeti szakíró;
- Itt született 1982-ben Gidró Katalin színművésznő;
- Itt született 1985-ben Szabó Előd zeneszerző, szövegíró, előadóművész.